# André Brink
André Philippus Brink (Vrede, 29 de mayo de 1935- 6 de febrero de 2015) fue un novelista sudafricano conocido por su lucha anti-apartheid. Escribió tanto en afrikáans como en inglés y fue profesor de inglés en la Universidad de Ciudad del Cabo.

## Biografía
Durante la década de 1960, él y Breyten Breytenbach fueron figuras claves en el movimiento literario en afrikáans conocido como Die Sestigers. Estos escritores se caracterizaban en usar el afrikáans como lenguaje para hablar contra el apartheid, y además para traer a la literatura en afrikáans la influencia de las literaturas inglesa y francesa contemporáneas.
Su novela Kennis van die aand (1973) fue el primer libro en afrikáans en ser prohibido por el gobierno sudafricano. 
Brink escribió sus obras simultáneamente en afrikáans e inglés. Sus primeras novelas tocaban temas relacionados con la política de apartheid.  
Tradujo numerosas obras del inglés, francés y español al afrikáans.
Brink falleció en un vuelo desde Ámsterdam hacia Ciudad del Cabo, luego de haber recibido un doctorado honoris causa de la Universidad Católica de Lovaina.

## Obra
- Caesar. Drama, 1961
- Lobola vir die lewe. Novela, 1962
- Die Ambassadeur. Novela, 1963
- File on a Diplomat (1967)
- The Ambassador
- Looking on Darkness
- Kennis van die aand. Novela, 1973
- ’N oomblik in die wind. Novela, 1975
- ’N droe wit seisoen. Novela, 1978
- An Instant in the Wind. 1976
- Rumours of Rain. 1978
- A Dry White Season. 1979
- A Chain of Voices (1981)

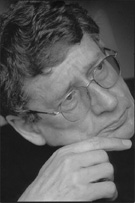
André Brink.

- Houd-den-Bek / A Chain of Voices. Novela, 1982
- Mapmakers: Writing in a State of Siege. 1983
- The Wall of the Plague. 1984
- A Land Apart: A South African Reader. 1986
- States of Emergency. 1988
- An Act of Terror. 1991
- The First Life of Adamastor. 1993
- On the Contrary. 1993
- Imaginings of Sand. 1996
- Reinventing a Continent: Writing and Politics in South Africa. 1996
- Devil's Valley. 1998
- The Novel: Language and Narrative from Cervantes to Calvino. 1998
- The Rights of Desire. 2000
- Anderkant die Stilte. 2002, traducida como The Other Side of Silence
- Before I Forget. 2004
- Praying Mantis. 2005
- The Blue Door. 2006
- Other Lives. 2008
- Oom Kootje Emmer, 2010, ISBN 978-0798151450
- A Fork in the Road, Memoiren, Vintage, New York 2010, ISBN 978-0099527039

La novela A Dry White Season fue llevada al cine en 1989, en un film dirigido por Euzhan Palcy.
También escribió obras de teatro, literatura infantil y de viajes.

## Premios
- Premio Mondello (Italia)
- Prix Médicis Etranger (Francia)
- 1976 Premio Booker a la Ficción por An Instant in the Wind.
- 1978 Premio Booker a la Ficción por Rumours of Rain.
- 1978 Premio Literario de la Agencia Central de Noticias (Sudáfrica) por Rumours of Rain.
- 1980 Premio Martin Luther King Memorial
- 1982 Premio Literario de la Agencia Central de Noticias (Sudáfrica) por A Chain of Voices.
- 2003 Premio Alan Paton Award a la Ficción por The Other Side of Silence.
- 2003 Premio a los escritores del Commonwealth (Mejor Libro de la Región Africana) por The Other Side of Silence.
- 2005 Premio a los escritores del Commonwealth (Mejor Libro de la Región Africana) por Before I Forget.
- 2006 Premio a los escritores del Commonwealth (Mejor Libro de la Región Africana) por Praying Mantis.
- 2006 Premio James Tait Black Memorial a la Ficción por Praying Mantis.